# Tom Rathman
Thomas Dean Rathman (Grand Island, 7 ottobre 1962) è un ex giocatore di football americano e allenatore di football americano statunitense che ha militato nel ruolo di fullback nella National Football League (NFL).

## Carriera
Al college Rathman giocò a football a Nebraska. Fu scelto nel corso del terzo giro (56º assoluto) del Draft NFL 1986 dai San Francisco 49ers. Trascorse otto dei suoi nove anni di carriera come fullback dei 49ers. Nelle prime cinque annate fu il bloccatore principale di un altro Cornhusker, Roger Craig. Con San Francisco vinse due Super Bowl e in particolare corse 38 yard, ne ricevette 43 e segnò due touchdown nel Super Bowl XXIV contro i Denver Broncos. Nel 1989 guidò tutti i running back della NFL con 73 ricezioni per 616 yard. L'ultima stagione la passò con i Los Angeles Raiders nel 1994.

## Palmarès
- Super Bowl : 2

San Francisco 49ers: XXIII, XXIV
- National Football Conference Championship: 2

San Francisco 49ers: 1988, 1989